# Тель-Ноф

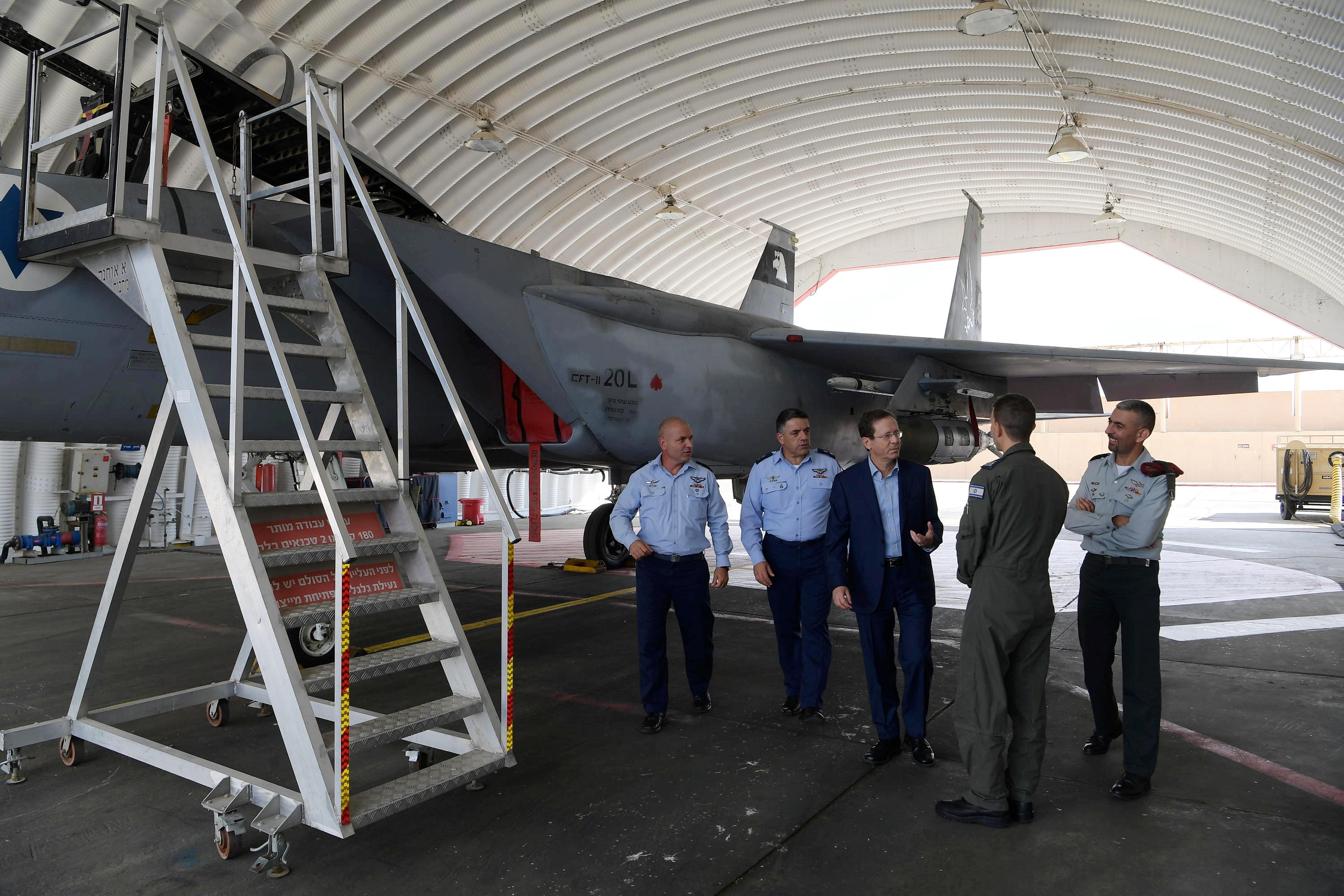
Исаак Херцог в Тель-Ноф

Тель-Ноф (ивр. תל נוף‎; авиабаза-8) — авиабаза ВВС Израиля.
Авиабаза расположена в 27 км от Тель-Авива, между Реховотом и Гедерой.
На ней базируется несколько эскадрилий самолётов и вертолётов.
Первоначально называлась RAF Aqir и была главной базой Королевских военно-воздушных сил Британии в подмандатной Палестине. В 1948 году после образования государства Израиль получила название базы Экрон.

## Базирующиеся подразделения
- 106-я эскадрилья истребителей «F-15C/D Игл» (ивр. טייסת 106‎);
- 118-я эскадрилья транспортных «вертолётов Sikorsky CH-53 Sea Stallion» (ивр. טייסת 118‎);
- 133-я эскадрилья истребителей «F-15A/B/D Игл» (ивр. טייסת 133‎);
- 210-я эскадрилья беспилотных летательных аппаратов «IAI Эйтан» (ивр. טייסת 210‎)
- Учебная эскадрилья «Ха-барон ха-адом» беспилотных летательных аппаратов «IAI Эйтан» (ивр. הברון האדום‎);
- 5601-я авиационная испытательная эскадрилья (сокращённо (מנ"ט) мана́т) (ивр. מרכז ניסויי טיסה‎);
- 555-е подразделение радиоэлектронной борьбы (ивр. יחידת עורבי השחקים‎);
- 669-е авиационное спасательно-эвакуационное подразделение (ивр. היחידה הטקטית לחילוץ מיוחד‎).